# Майл-Энд (станция метро)
«Майл-Энд» (англ. Mile End) — станция Лондонского метрополитена в одноимённом районе округа Тауэр Хамлетс в восточном Лондоне. На станции останавливаются поезда трёх линий метро: Хаммерсмит-энд-Сити, Дистрикт и Центральной. Относится ко второй тарифной зоне.

## История станции
Станция была открыта в 1902 году в составе железной дороги Уайтчепел — Боу (позже данный участок вошёл в состав линии Дистрикт). В 1905 году данная линия была электрифицирована. Линия Метрополитэн дотянулась до станции «Майл-Энд» в 1936 году, после присоединения к линии участка Уайтчепел — Баркинг.
В 1990 году участок Хаммерсмит — Баркинг линии «Метрополитен» официально выделен в линию «Хаммерсмит-энд-Сити».
В 1946 в рамках программы по продлению Центральной линии метро на станции была проведена значительная реконструкция, после чего с 4 декабря 1946 года станцию начали обслуживать поезда данной линии.

## Современное состояние станции
Станция «Майл-Энд» — единственная станция Лондонского метрополитена, где реализована кросс-платформенная пересадка между линиями метро мелкого и глубокого заложения. Название станции идёт от названия улицы Майл-Энд-роуд, которая в свою очередь получила своё название от путевого камня, отмечавшего расстояние в одну милю от границ Лондонского Сити. Сам знаменитый камень расположен ближе к станции метро «Степни-Грин» в месте слияния улиц Майл-Энд-роуд и Бардетт-роуд.
По состоянию на 2008 год между любыми двумя станциями Лондонского метрополитена можно проехать сделав не более двух пересадок в том случае, если одна из них будет на станции «Майл-Энд».

### Окрестности станции
В непосредственной близости к станции расположены парки Викториа-парк и Майл-Энд-парк, а также Риджентс-канал. Помимо этого рядом со станцией расположен Лондонский университет королевы Марии (англ. Queen Mary, University of London) и Госпиталь Святого Клемента.